# Arcidiecéze hartfordská
Arcidiecéze hartfordská (latinsky Archidioecesis Hartfortiensis) je římskokatolická arcidiecéze na části území severoamerického státu Connecticut se sídlem ve městě Hartford a s katedrálou sv. Josefa v Hartfordu. Jejím současným arcibiskupem je Leonard Paul Blair.

## Stručná historie
Diecézi Hartford zřídil papež Řehoř XVI. v roce 1843 vyčleněním z Arcidiecéze bostonské, roku 1872 byla povýšena na metropolitní arcidiecézi.

## Církevní provincie

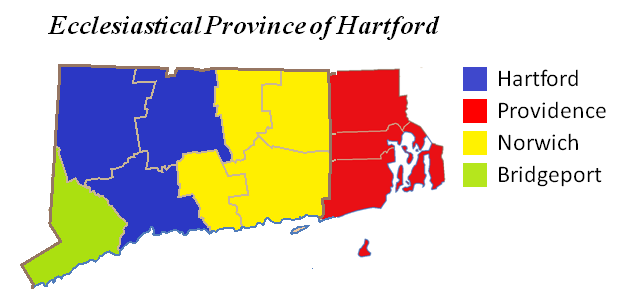
Mapa církevní provincie hartfordské

Jde o metropolitní arcidiecézi, která zahrnuje území států Connecticut a Rhode Island a jíž jsou podřízena tato sufragánní biskupství:
- diecéze bridgeportská
- diecéze Norwich
- diecéze Providence